# Sôl austan, Mâni vestan
Sôl austan, Mâni vestan (рус. К востоку от Солнца, к западу от Луны) — десятый студийный альбом норвежского блэк-метал-проекта Burzum. Был анонсирован в феврале, и выпущен 27 мая 2013 года на лейбле Byelobog Productions.

## Об альбоме
Sôl austan, Mâni vestan третий инструментальный электронный альбом Burzum, после Dauði Baldrs (1997) и Hliðskjálf (1999), которые были записаны во время отбывания срока Варгом в тюрьме. Остальные альбомы Burzum относятся к жанру блэк-метал. Викернес сравнил этот альбом с музыкой Tangerine Dream и предыдущими альбомами Burzum. Альбом также продолжает тему изучения языческих духовных концептов, которые являются влияющими на развитие жанра.
Композиции из альбома используются в качестве саундтрека к фильму «ForeBears», режиссёрами и продюсерами которого являются Варг Викернес и его жена Мари Каше.

## Список композиций
| №                   | Название              | Перевод                                       | Длительность |
| ------------------- | --------------------- | --------------------------------------------- | ------------ |
| 1.                  | «Sôl austan»          | East of the Sun (К востоку от солнца)         | 4:22         |
| 2.                  | «Rûnar munt þû finna» | You shall find secrets (Ты обретёшь таинства) | 3:28         |
| 3.                  | «Sôlarrâs»            | Sun-journey (Солнечное путешествие)           | 4:04         |
| 4.                  | «Haugaeldr»           | Burial Mound Fire (Курганный огонь)           | 7:26         |
| 5.                  | «Feðrahellir»         | Forebear-Cave (Пещера предков)                | 5:21         |
| 6.                  | «Sôlarguði»           | Sun-god (Солнечный бог)                       | 7:12         |
| 7.                  | «Ganga at sôlu»       | Deasil (По часовой стрелке)                   | 5:58         |
| 8.                  | «Hîð»                 | Bear's Lair (Медвежья берлога)                | 6:24         |
| 9.                  | «Heljarmyrkr»         | Death's Darkness (Мрак смерти)                | 4:02         |
| 10.                 | «Mâni vestan»         | West of the Moon (К западу от луны)           | 5:55         |
| 11.                 | «Sôlbjörg»            | Sunset (Закат)                                | 4:00         |
| Общая длительность: | Общая длительность:   | Общая длительность:                           | 58:11        |

## Над альбомом работали
- Варг Викернес — вокал, все инструменты.